# Via Vandelli
La via Vandelli è un'antica strada commerciale e militare, realizzata a metà del XVIII secolo per collegare Modena (capitale dell'omonimo ducato) e Massa.

## Storia

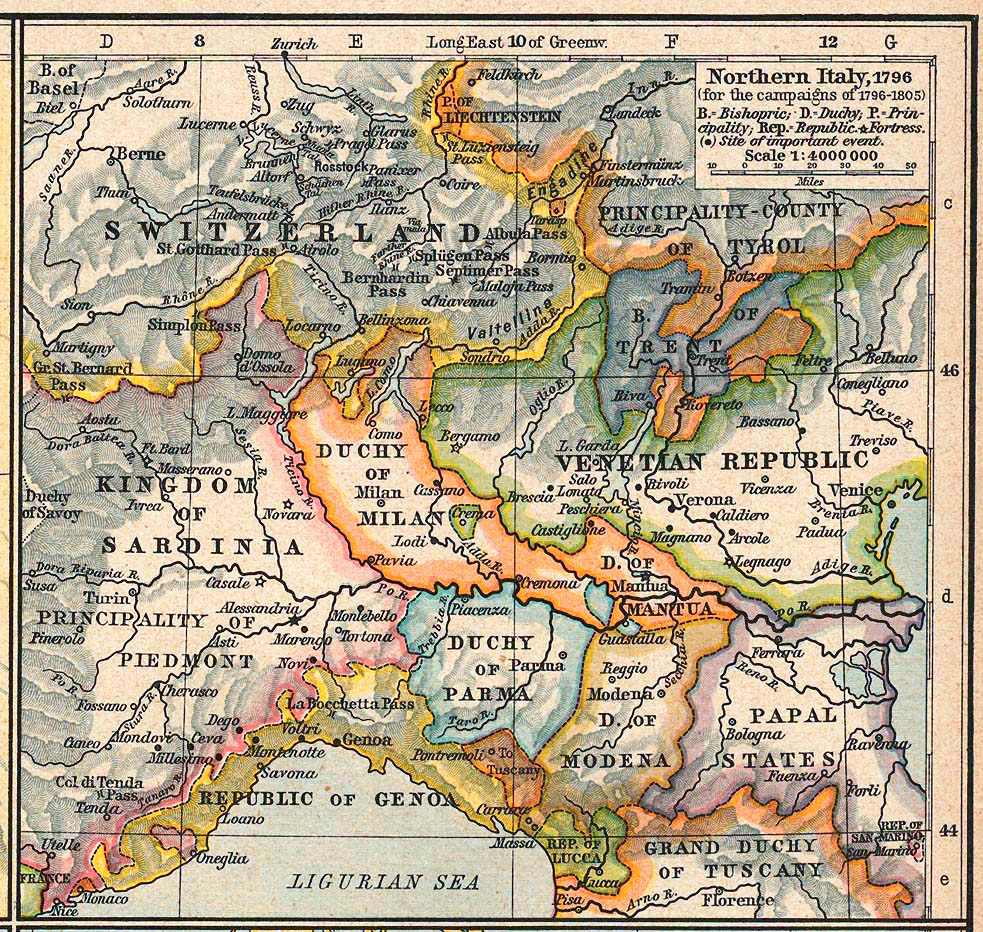
L'Italia del Nord nel 1796 con il Ducato di Modena

La strada necessaria alla continuità politica e territoriale, alla logistica militare ed ai commerci fu fortemente voluta dal duca Francesco III d'Este e collegava originariamente le città di Modena e Massa.
Nel 1741 il duca concluse il matrimonio del figlio Ercole con Maria Teresa Cybo-Malaspina, erede del Ducato di Massa, e così Modena acquistò l'ambìto sbocco al mare.
Il Ducato di Modena e Reggio aveva infatti l'esigenza politica, tattica, strategica e commerciale di avere un accesso sicuro al mare, all'interno dei propri confini (corrispondenti grosso modo all'attuale provincia di Modena, Reggio Emilia, alla Garfagnana e alla fascia costiera di Massa e Carrara).
L'antica via Bibulca romana era nei fatti completamente inservibile e non recuperabile. Per questo motivo l'abate ingegnere, geografo e matematico di corte Domenico Vandelli fu incaricato di concepire e disegnare un nuovo tracciato stradale che fosse all'avanguardia dei tempi e di dirigerne personalmente i lavori unitamente al Magistrato della Guerra del Ducato.
La via Vandelli fu quindi così denominata proprio in onore del suo ideatore e costruttore.

## Ideazione ed innovazioni

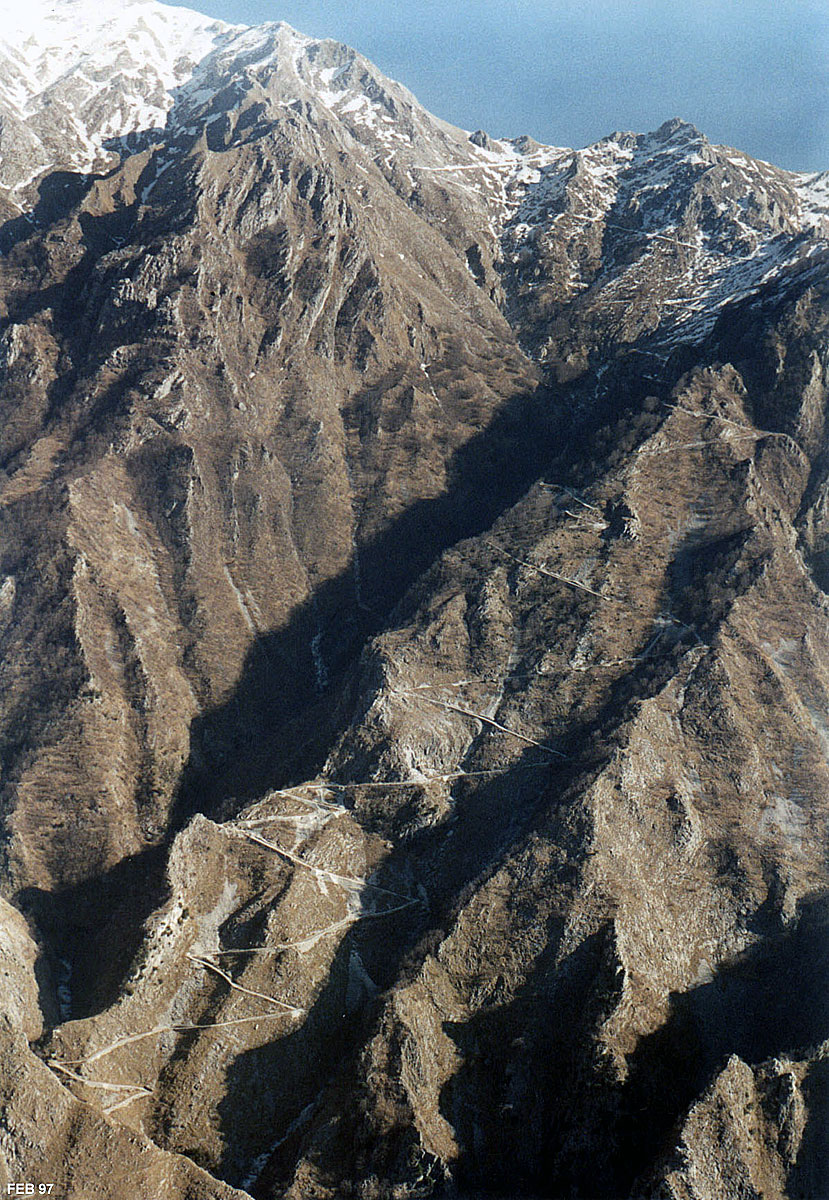
La scalata della via Vandelli sul Monte Tambura

La strada ducale modenese rappresenta una sfida tecnica notevole per il suo tempo ed ha in sé numerose innovazioni. Percorre un ambiente montano ripido ed impervio attraverso l'Appennino e poi attraverso le Alpi Apuane, sulle pendici del Monte Tambura ove la strada raggiunge, in corrispondenza dell'omonimo passo, la sua quota maggiore a 1.634 metri s.l.m. Per queste motivazioni Vandelli fu indotto a concepire nuove metodiche cartografiche che contenessero anche riferimenti altimetrici ad uso matematico. Introdusse quindi le linee di livello di quota costante: le isoipsae Vandellis. Questa innovazione permise una progettazione più attenta, precisa e la stesura di mappe più realistiche e ricche di informazioni utili al lettore.
Al progettista dell'opera vennero posti anche dei vincoli costruttivi imperativi. Oltre ai costi contenuti, unitamente ai tempi brevi per la costruzione, la strada doveva richiedere una manutenzione minimale e poter permettere il passaggio di carriaggi pesanti, che trasportavano i materiali marmorei di estrazione locale, e doveva essere concepita per durare nel tempo. Le pendenze dovevano essere tali da permettere il loro superamento. Un ulteriore vincolo era rappresentato dalla necessità che il tracciato non attraversasse mai lo Stato Pontificio, né la Repubblica di Lucca, né il Granducato di Toscana. Si doveva inoltre rispettare il criterio, già noto e fortemente sentito in passato, che le strade di grande traffico dovessero sempre evitare l'attraversamento dei centri abitati. Tutti questi fattori determinarono un costo rilevante per la sua realizzazione.

## Costruzione

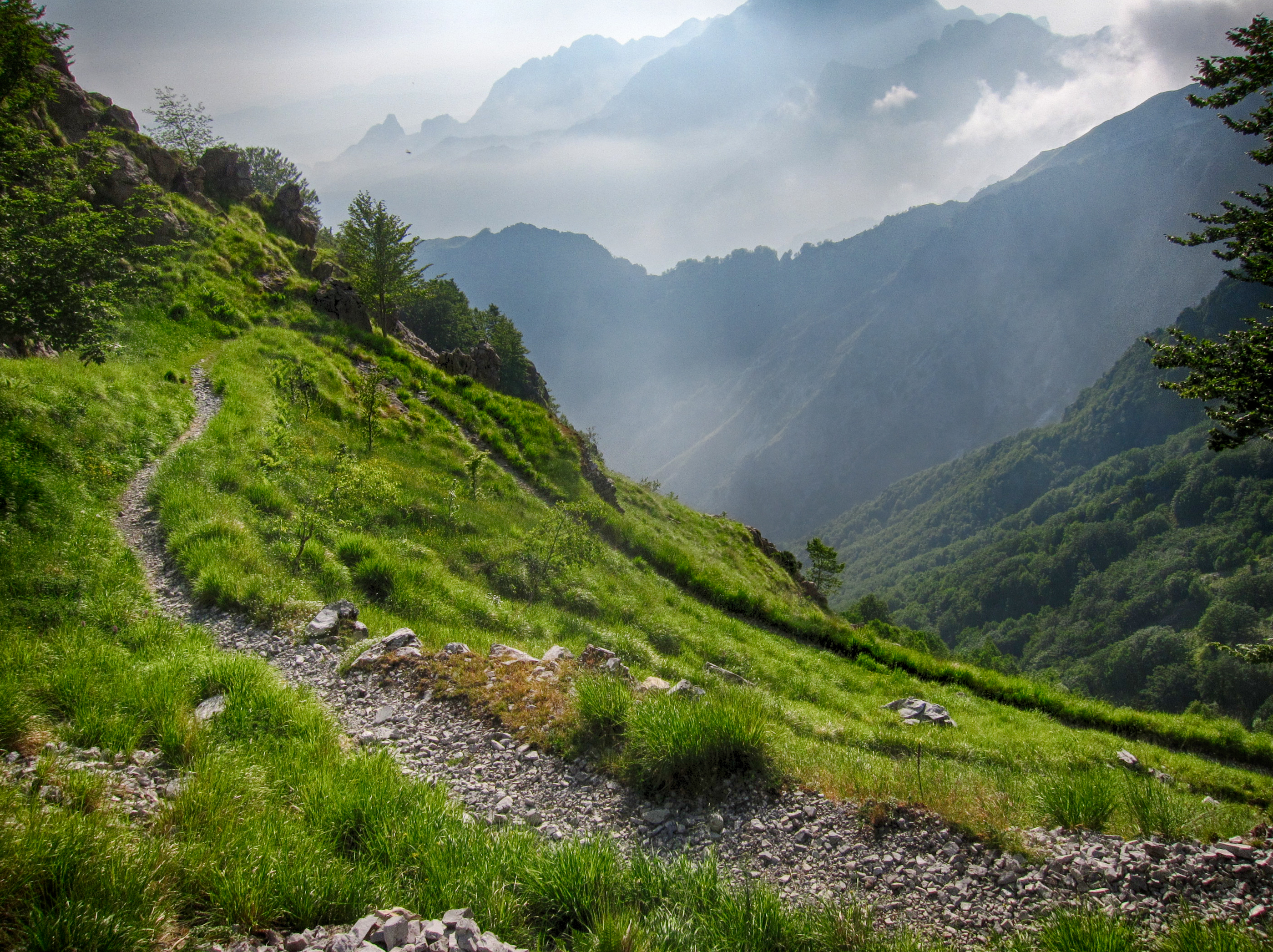
Panorama della via Vandelli con lo sfondo delle Alpi Apuane

La costruzione iniziò nel 1738 e nel 1751 la strada si poteva considerare conclusa. Tuttavia, nel seguito, per completare l'opera, lungo la strada vennero costruite stazioni di manutenzione e stazioni di sosta per il cambio e l'abbeveraggio dei cavalli, ostelli, piazzole per lo scarico ed il carico delle merci, guardine per i militi addetti al presidio ed al pagamento dei pedaggi, ecc.: si era di fatto giunti ad avere la prima strada italiana carrozzabile logisticamente gestita che si inerpicava lungo i fianchi scoscesi delle montagne.
La strada aveva numerose diramazioni che servivano per collegare piccole località, fabbriche, cave di pietra e di marmo e miniere di ferro. Una ampia piazzola ottenuta dall'intaglio della roccia, utile per la gestione logistica delle merci in transito e ubicata lungo il tratto massese del percorso, prende ancora il nome di Finestra Vandelli. Gli sbancamenti vennero realizzati facendo ampio uso di esplosivi, ed i tratti montani più difficoltosi o ripidi furono realizzati con murate di sassi posti a secco impiegando le tecniche innovative del Vandelli e la perizia delle maestranze specializzate piemontesi. I materiali da costruzione erano quindi riconducibili a quelli reperibili negli stessi luoghi, pietre e legname, a cui vennero aggiunte reti di ferro.
Il tratto più critico era rappresentato dal Monte Tambura. Domenico Vandelli dovette progettare il percorso stradale mantenendo una ripidità accettabile ed una percorrenza agevole per i carriaggi. Nonostante la soluzione fosse ingegneristicamente molto valida, come dimostrato dal fatto che la strada è giunta sino a noi praticamente intatta, le problematiche ambientali legate soprattutto all'impiego nel periodo invernale ed alla neve, erano chiaramente insormontabili. La strada venne corredata da spallaggi nei tratti ripidi, di cippi stradali (Cippo Vandelli), da indicazioni dei centri abitati, da edicole che contenevano i libelli del tempo e da nicchie ricavate nella roccia con crocifissi sacri e con statuine votive della Madonna.

## Tracciato storico

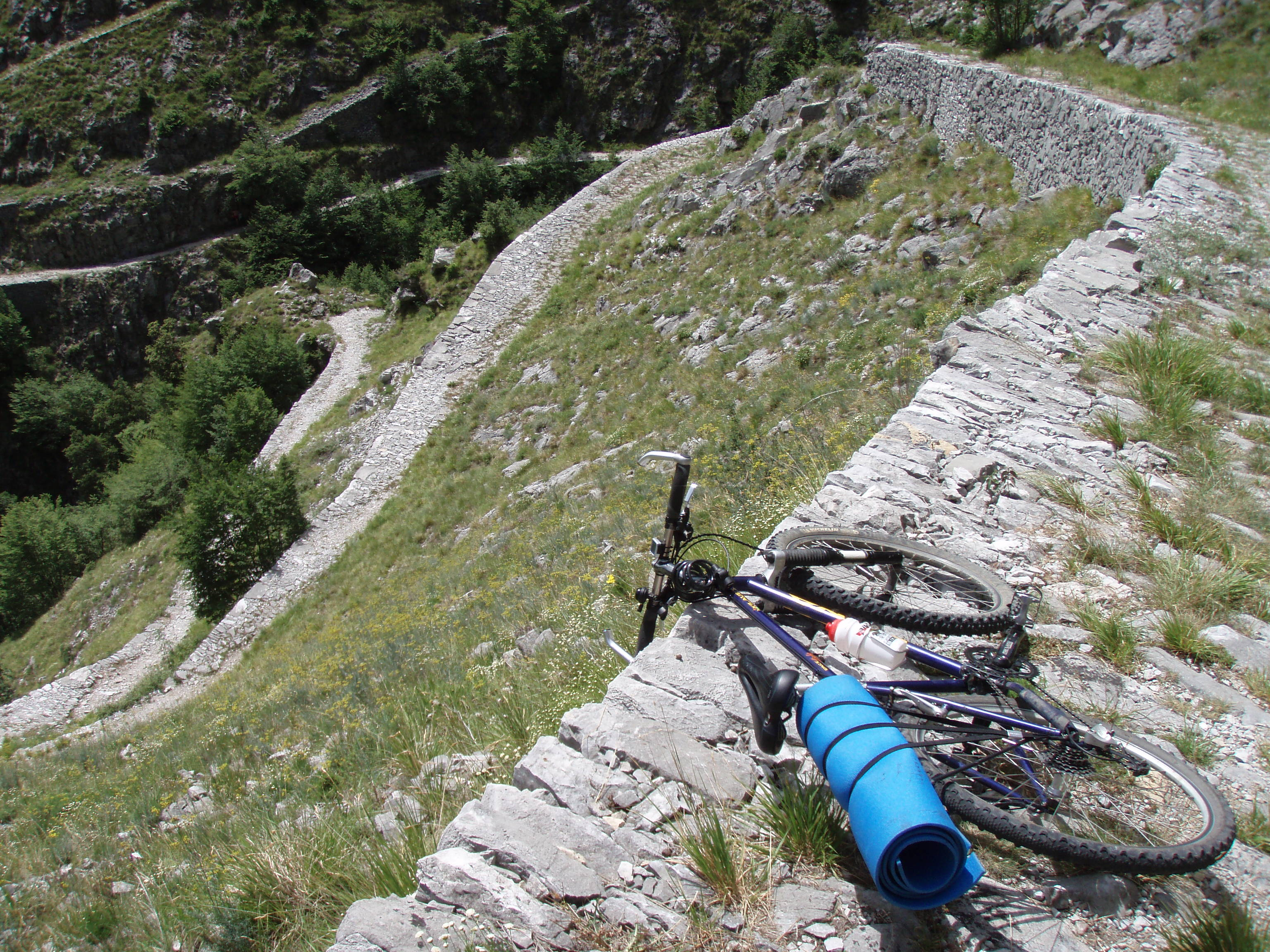
Discesa lungo la via Vandelli nel luglio 2007

La via Vandelli parte da Modena, con il tracciato del 1739, e da Sassuolo, con quello del 1751, e i due rami salgono in Appennino, l'uno verso Puianello e San Dalmazio, l'altro verso Serramazzoni, ricongiungendosi per raggiungere Sant'Antonio e quindi Pavullo nel Frignano. Costeggia la rupe del castello di Montecuccolo, che appartenne alla famiglia del celebre generale Raimondo Montecuccoli, rimane sul crinale attraversando Montecenere e Lama Mocogno e dopo un lungo tratto, ancora ben conservato, arriva a La Santona.
Sale poi verso l'Imbrancamento e il passo del Lagadello tra le valli del Dragone e dello Scoltenna, supera edifici storici come La Fabbrica, le tipiche capanne celtiche, emergenze naturali come il Sasso Tignoso e raggiunge lo spartiacque tra Emilia e Toscana a San Pellegrino in Alpe. Superando il crinale a San Pellegrino in Alpe, la via procede vicino al dorso del monte Verrucchiella, una delle varie prominenze del lungo contrafforte che scende verso la valle del Serchio. Le mappe antiche rivelano che qui la via Vandelli propone addirittura due percorsi, l'uno alternativo all'altro, detti la Calda e la Fredda, da impegnare rispettivamente durante l'inverno e durante l'estate lasciando in mezzo la vetta della Verrucchiella. Un singolare e funzionale modo di intendere i cammini a seconda della loro esposizione ai venti, al gelo, alle nevi.
Nel seguito la strada attraversa la Garfagnana: scendendo da San Pellegrino in Alpe (1525 m s.l.m.) si incontrano diverse stazioni di posta fatte costruire da Domenico Vandelli (il Tendaglio, la Boccaia, Ca' della Palma, la Bettola, eccetera) allo scopo di offrire ristoro e rifugio ai viandanti e ai cavalli. La strada arriva poi a Campori, Pieve Fosciana e Castelnuovo di Garfagnana; quindi, dopo aver attraversato il fiume Serchio, risale la valle dell'Edron, fino al lago di Vagli e a Vagli di Sopra, poi segue la valle di Arnetola e sale al duro passo della Tambura. Da qui (1.634 m s.l.m.) la strada scende in provincia di Massa-Carrara fino ad arrivare a Resceto, a Massa e giunge sino al Mare Tirreno. La strada nella sua distanza minima si svolgeva per più di 150 km.
Oggi la via Vandelli ha anche un percorso escursionistico, che differisce in parte da quello storico, che permette ai numerosi viandanti di percorrerla in sicurezza sia da Modena che da Sassuolo fino a Massa e al mar Tirreno.

## Vicende storiche

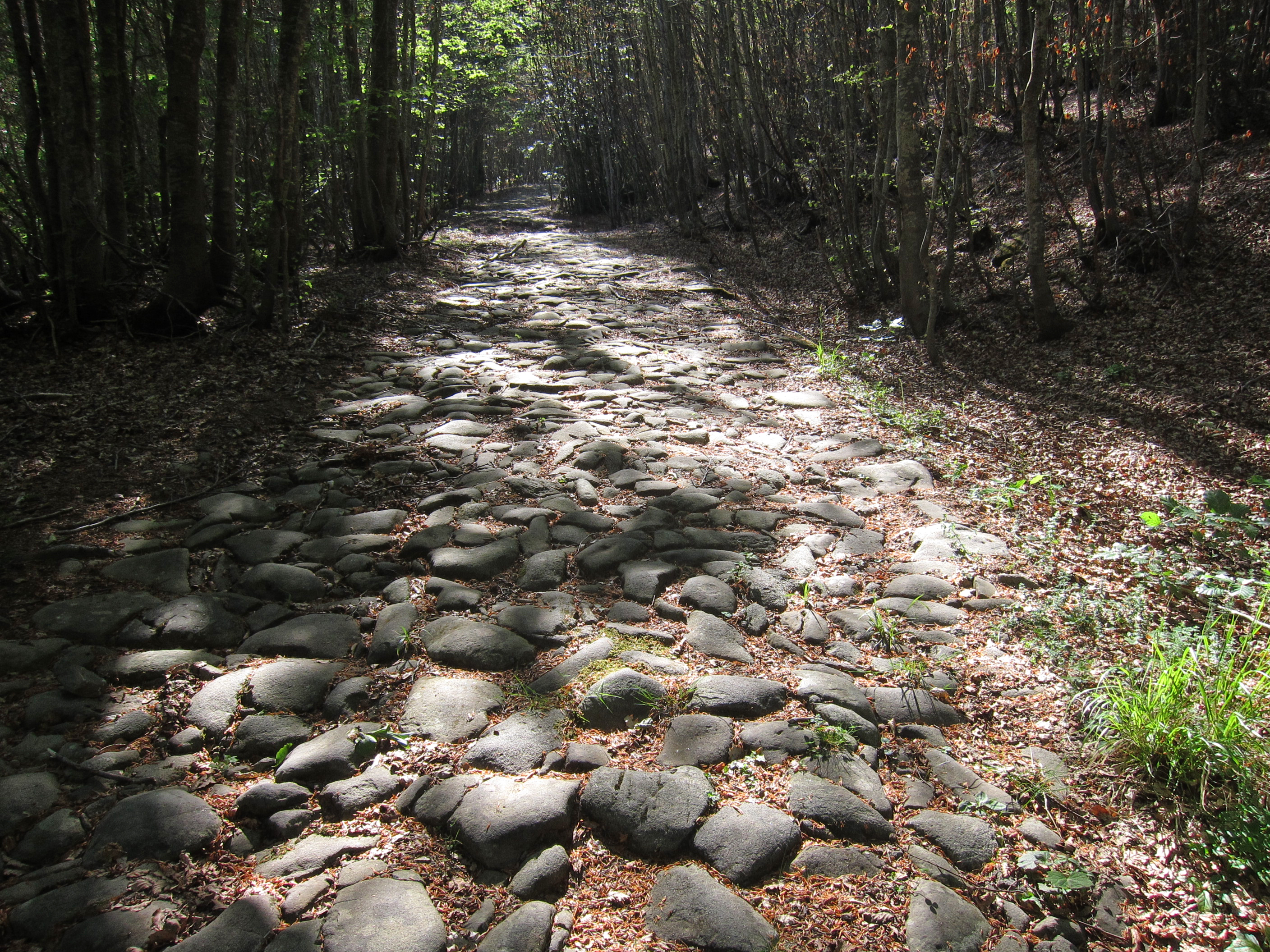
La pavimentazione originale della via Vandelli nell'attraversamento della Selva Romanesca

Inaugurata nel 1752, la via Vandelli attraversava duri tratti montani, e quindi rimaneva comunque impervia nel suo tracciato; spesso bloccata dalla neve in inverno, fu utilizzata pienamente sino al 1798, anno in cui il Ducato di Modena e Reggio subì gli eventi rivoluzionari francesi e napoleonici. Nel 1753 entrò in funzione il regolare servizio di posta che aveva una periodicità settimanale nei due sensi. Il servizio militare invece aveva una priorità che poteva arrivare anche a meno di tre giorni. Con la Restaurazione nel 1814, seguita al Congresso di Vienna, il Ducato riprese la manutenzione della strada, ma i nuovi assetti commerciali portarono la via ad essere sempre meno usata.
Alla riduzione dei presidi militari conseguì l'aumento dei briganti che divennero una minaccia per i soldati, i mercanti e i viandanti che la percorrevano. Per i reati di brigantaggio, da sempre presenti in quelle zone, era prevista la pena di morte e nel tratto montano di Resceto sono ancora visibili, lungo alcuni tratti della massicciata stradale, i fori dei pali a cui venivano giustiziati i malfattori.
Per evitare lo spopolamento, bolle ducali propugnavano la riduzione dei dazi e l'esenzione dai tributi per coloro che si fossero trasferiti nelle vicinanze della via di comunicazione per risiedere e per impiantare attività economiche. Nel 1818 il duca Francesco IV, penultimo dei sovrani estensi a governare su Modena, percorse interamente la via ducale; il fatto è utile storicamente poiché fornisce dettagli sui tempi e sulle distanze e sulle condizioni del percorso stradale, evidentemente ancora ottimale.
La strada ducale assunse importanza anche per i pellegrini. In località Campori (alt. 419 m) la strada lambisce il piazzale della locale chiesuola. Questo era il luogo, all'inizio della salita, dove si radunavano le mercanzie e si organizzavano le carovane. Inoltre i monaci di San Pellegrino tenevano qui una cella, ovvero un piccolo luogo di assistenza spirituale, proprio per i viandanti, unitamente ad un piccolo refettorio.
Con l'annessione del Ducato di Modena e Reggio al nascente stato italiano nel 1859, la strada perse importanza e soprattutto il prezioso sostegno economico per la sua manutenzione, e così in poco tempo subì un brusco degrado.
La strada ducale venne quindi sostituita dall'attuale e più moderna strada modenese denominata via Giardini che inizialmente coincide con la stessa via Vandelli. Essa non fu però del tutto dimenticata, specie dalle popolazioni locali che, probabilmente colpite dalla grandezza dell'avvenimento, comunque tramandarono il suo ricordo utilizzandola ancora a lungo principalmente per il traffico minuto locale.

## Luogo del Cuore del Fondo Ambiente Italiano
A dicembre del 2023 è stato comunicato l'esito del bando dei Luoghi del Cuore promosso dal Fondo Ambiente Italiano. Il FAI sosterrà con un contributo di 18'000 euro un progetto di valorizzazione a favore di Via Vandelli, al 4º posto della classifica nazionale del censimento 2022 con 26.261 voti raccolti dal comitato Amici della Via Vandelli fondato da Giulio Ferrari, con il supporto delle Delegazioni FAI di Modena e di Lucca e al Gruppo FAI Massa. Il progetto ha l’obiettivo di rendere più noto e meglio indicato questo suggestivo Cammino, ma anche di stimolare la tutela dei resti di edifici e delle parti lastricate settecentesche ancora oggi conservate. Il progetto sostenuto da FAI e Intesa Sanpaolo, richiesto dall’Associazione Via Vandelli APS, presieduta da Giulio Ferrari, permetterà una serie di azioni di valorizzazione, volte a migliorare la percorribilità del Cammino e a incrementarne la conoscenza. In collaborazione con cinque sezioni del Club Alpino Italiano (Modena, Massa, Sassuolo, Castelnuovo di Garfagnana e Pavullo nel Frignano) sarà migliorata e potenziata la segnalazione del percorso, per guidare i camminatori con continuità e chiarezza, attraverso una nuova segnaletica con l’utilizzo dell’acronimo VV; segnavia ai bivi secondo gli standard della sentieristica CAI, segnatura in vernice per assicurare continuità di segnalazione e cartelli di tappa saranno distribuiti lungo tutta l’estensione del percorso. Per incrementare la conoscenza e la valorizzazione della Via Vandelli sarà inoltre creata un’immagine coordinata e realizzata la posa di un pannello didattico per ognuno dei Comuni del percorso, per illustrare le specificità storiche, paesaggistiche e ingegneristiche dei singoli tratti.

## Leggende

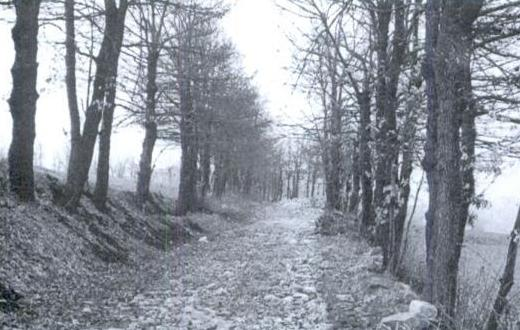
Un tratto pianeggiante della via Vandelli

L'immagine del brigante avvolto nel tabarro nero con cappello dalle ampie tese con in mano una lanterna è rimasto nel leggendario locale e permea la tradizione orale con storie di fantasmi: "Chiunque lo avesse incontrato sarebbe stato irrimediabilmente spinto giù per i burroni della Tambura, senza alcuna possibilità di potersi salvare".
Un'altra leggenda riguarda una madre che si lasciò morire dal dolore vicino al pozzo ove suo figlio morì cadendoci dentro. La tradizione vuole che ancora oggi si odano i materni lamenti di dolore.
La storia della strada modenese racchiude anche una tragedia, quella della Fossa dei Morti. Un gruppo di mercanti diretti a Massa per acquistare il sale si trovò sotto una bufera di neve e si rifugiò in un avvallamento che diventò però la loro tomba probabilmente per una slavina. Da allora la leggenda narra che quando nevica si odono ancora i lamenti dei morti e lo scalpitare dei muli e dei cavalli. Anche per questo motivo viene invocata la protezione di un santo viandante come San Pellegrino per assicurare almeno spiritualmente la sicurezza del cammino.
Alla via Vandelli si lega anche un'altra leggenda che tuttavia ha radici molto più antiche: quella del Ponte del Diavolo. La via Vandelli si connetteva ad una rete di strade e viottoli preesistenti, ed in una diramazione tra Montecenere e Lama Mocogno intese sfruttare un sentiero che si avvaleva di un ponte naturale costituito da un unico blocco di arenaria dell'eccezionale lunghezza di 33 metri.
Questa singolarità alimentò da sempre oscure leggende tramandate oralmente tra le genti locali, e l'inserimento del ponte nel sistema della rete viaria ducale non portò certo tranquillità alla stessa via.

## Situazione

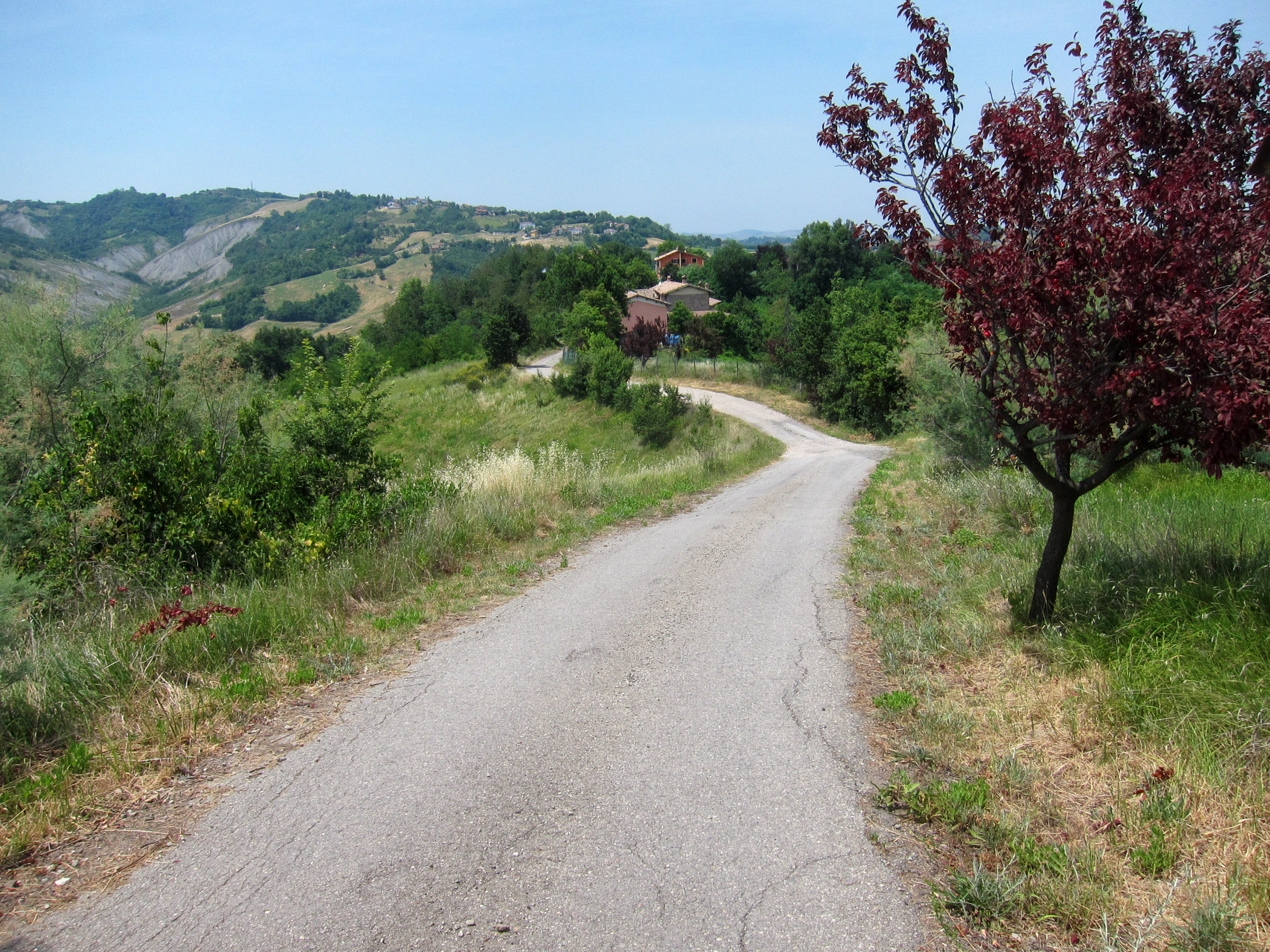
Presso Poggio Gaiano (Maranello)

Nonostante il degrado, la strada si presenta in molti tratti ancora oggi perfettamente agibile grazie alla tecnica di costruzione impiegata: massicciate in pietra realizzate a secco che nel tempo hanno resistito alle infiltrazioni degli agenti atmosferici ed alle scosse sismiche.
Alcuni tratti in piano dell'antica carreggiata sono stati invasi dalle coltivazioni, altri sono stati asfaltati e compresi nella viabilità ordinaria. I tratti più spiccatamente montani invece sono praticamente inalterati.
Oggi un imponente lavoro di restauro effettuato dal Comune di Massa e dal Parco naturale regionale delle Alpi Apuane ha restituito all'antico splendore una parte del tracciato più arduo e pericoloso al pubblico, vale a dire quella porzione che si snoda tra Resceto e il passo Tambura.
Il sentiero C.A.I. nº 35 percorre in buona parte la via Vandelli e permette oggi una rivalutazione di questo ardito e panoramico percorso consentendo di nuovo il transito montano alle sempre più numerose persone che vi praticano il trekking, la mountain bike, le gite a cavallo ed anche in alcuni tratti l'escursione con i fuoristrada.
L'importanza storica del tracciato non è quindi andata persa: anzi, sono state pubblicate guide turistiche e naturalistiche, corredate da informazioni cartografiche, storiche e paesaggistiche. Vengono quindi organizzate vacanze nei luoghi turistici e viaggi alla scoperta dello scenario ambientale così mirabile.
Un tratto della settecentesca Via Vandelli, pur essendo tutelata fin dal 1976 (D.M. 128/76), è stato distrutto dall'attività estrattiva della cava Colubraia Formignacola.